# Estación Molina
Molina es una estación ferroviaria que pertenece a la Red Sur de la Empresa de los Ferrocarriles del Estado. Se ubica en la comuna chilena de Molina, provincia de Curicó.

## Historia
La estación fue inaugurada en 1874, pero el camino que conectaba a la estación con la plaza de Molina no fue construido sino hasta 1876.
Esta estación fue detención hasta año 1987 de algunos servicios de pasajeros que viajaban hacia el sur, principalmente automotores. Posteriormente, a mediados de los 90 la empresa de carga FEPASA ocupa esta estación para el traslado de madera hacia la IX región.
En el año 2008 producto del corte del Puente del río Lontué, se habilitó como estación de trasbordo para el servicio TerraSur, el cual se realizaba en tren desde Alameda a Curicó, en bus desde Curicó a Molina y en tren desde Molina a Chillán. Con motivo de esto, el actual edificio pintado y arreglado. Actualmente sigue siendo parte del servicio "Alameda-Chillan".
El terremoto de 2010 produjo daños estructurales al edificio de la estación. Tras 23 años sin servicios de pasajeros, el 16 de agosto de 2010 y gracias a la gestión de una concejal de la comuna, el servicio TerraSur se detiene en esta estación. No obstante, FEPASA dejó de transportar madera desde esta estación a partir de octubre de 2010.
En 2014 comienza a funcionar el tren turístico Tren Sabores Vino & Espumante que parte desde la Estación Central de Santiago.
En 2020, después del anuncio de llegada del COVID-19 a Chile, el servicio TerraSur fue suspendido, y todas las estaciones fueron cerradas. Posteriormente el servicio fue restaurado, con las estaciones San Bernardo, San Fernando, Molina y San Javier permaneciendo cerradas.
Actualmente solo la estación San Fernando está abierta, de las 4 que permanecieron cerradas después de la restauración del servicio, debido a reclamos por parte de los vecinos.
Durante un tiempo, la reapertura de la estación Molina no fue considerada según trabajadores de Ferrocarriles del Estado[cita requerida]; sin embargo, debido a la resstructuración del servicio Tren Chillán-Estación Central, la estación fue reabierta el 10 de marzo de 2023.
El 12 de abril de 2024, el ministro de Transporte y Telecomunicaciones, Juan Carlos Muñoz, en el contexto del inicio de las obras de la reconstrucción de la Estación Curicó, anunció la puesta en marcha del Tren Curicó-Linares para mayo de ese mismo año, incluyendo la estación Talca como parte del circuito.